# Мінська духовна семінарія
Мінська духовна семінарія імені святителів Василя Великого, Григорія Богослова і Іоанна Златоуста — вищий навчальний заклад Мінської єпархії Білоруського екзархату Російської православної церкви, що готує церковних служачих і священнослужителів.

## Історія
13 квітня 1793 р. після другого поділу Речі Посполитої Слуцьке духовне училище відкрите в 1785 році стало іменуватися як Мінська духовна семінарія. До того ж семінарія була переведена до м. Мінська, але продовжувала перебувати у віданні Слуцького монастиря.
У період 1796—1812 років за архієпископа мінського Йова (Потьомкіна) Мінська семінарія була перетворена «відповідно інших великоросійських семінарій». Наступник його на кафедрі архієпископ Серафим (Глаголевський) продовжив подальше влаштування Мінської духовної школи «з метою звести її на вищий щабель досконалості».
Семінарія значно постраждала під час Франко-російської війни 1812 року — хоча дерев'яні будівлі дивом вціліли, але багато книг було спалено і розкрадено. По вигнанні французів духовна школа 20 лютого 1813 року відновила свою діяльність.
У 1817 році при єпископі Анатолію (Максимовичу) Мінська семінарія, що складалася з восьми класів, була розділена на наступні три навчальні заклади: парафіяльне училище (об'єднало два початкові класи), повітове училище (нижчий і вищий «граматичні» класи) і власне семінарія (з трьома відділеннями — нижчим, середнім і вищим). Всі вони мали як загальне управління, так і загальні кошти на утримання.
1 вересня 1840 року за архієпископа Антонія (Зубко) семінарія була переведена до м. Мінська.
Випускники семінарії навчалися в Санкт-Петербурзькій, Московській, Київській духовних академіях, в Варшавському і Томському університетах та інших навчальних закладах.
У 1918 р. на підставі декрету «Про відділення Церкви від держави і школи від Церкви» Мінська духовна семінарія була зачинена.
У 1945 р. після Другої світової війни архієпископ мінський Василь (Ратміров) отримав згоду радянської влади на відкриття в єпархії пасторально-богословських курсів. Місцем їх існування був обраний Жировицький монастир, а керівництво доручено ігумену Леонтію (Бондарю). У 1947 р. курси були перетворені на семінарію.
У 1959 р. з початком хрущовських гонінь на Церкву, обмежене було прийняття абітурієнтів до духовних шкіл. У 1963 р. відбувся останній випуск (5 студентів) і Мінська семінарія «згасла без офіційного закриття».
Відновлено 1 вересня 1989 року стараннями митрополита Філарета (Вахромєєва).
З 1990—1991 навчального року для священиків, які не мають систематичного богословської освіти, було відкрито відділення заочного навчання.
Навесні 1991 р. семінарія була переведена на п'ятирічний термін навчання з наданням їй статусу вищого навчального закладу. Надалі таким шляхом пішли й інші семінарії Російської Церкви.

## Ректори
- Євгеній (Добротворський) (1829 -?)
- Афанасій (Турчанінов) (11 січня 1865—1867 рр.)
- Януарій (Попов-Вознесенський) (8 квітня 1868—1877 рр.)
- Дмитрєвський Микола Іванович (30 грудня 1877—1883 рр.)
- Тихон (Василевський) (1898—1903 рр.)
- Феодосій (Алмазов) (1903 р.)
- Микола (Орлов) (22 грудня 1903—1905 р.)
- Юрашкевич Андрій Данилович (5 травня 1905—1911 р.)
- Язвицький Іван Олексійович (початок 1910-х — 1918 р.)
- Леонтій (Бондар) (1945—1947 рр.) пасторально-богословські курси
- Митрофан (Гутовський) (1947—1953 рр.)
- Інокентій (Сокаль) (25 червня 1953—1956 р.)
- Антоній (Мельников) (1956—1963 рр.)
- Стефан (Корзун) (1989—1990 рр.)
- Константин (Горянов) (20 березня 1990—1996 р.)
- Леонід (Філь) (3 серпня 1996 р. — 27 грудня 2007 р.)
- Іоасаф (Морза) (4 лютого 2008 р. — 3 вересня 2012 р.)
- Гурій (Апалько) (з 3 вересня 2012 р.)